# خوچیچا ویلکا
خوچیچا ویلکا (به لهستانی:  Chocicza Wielka) یک روستا در لهستان است که در گمینا وژشنگا واقع شده‌است.